# Anna Adamis

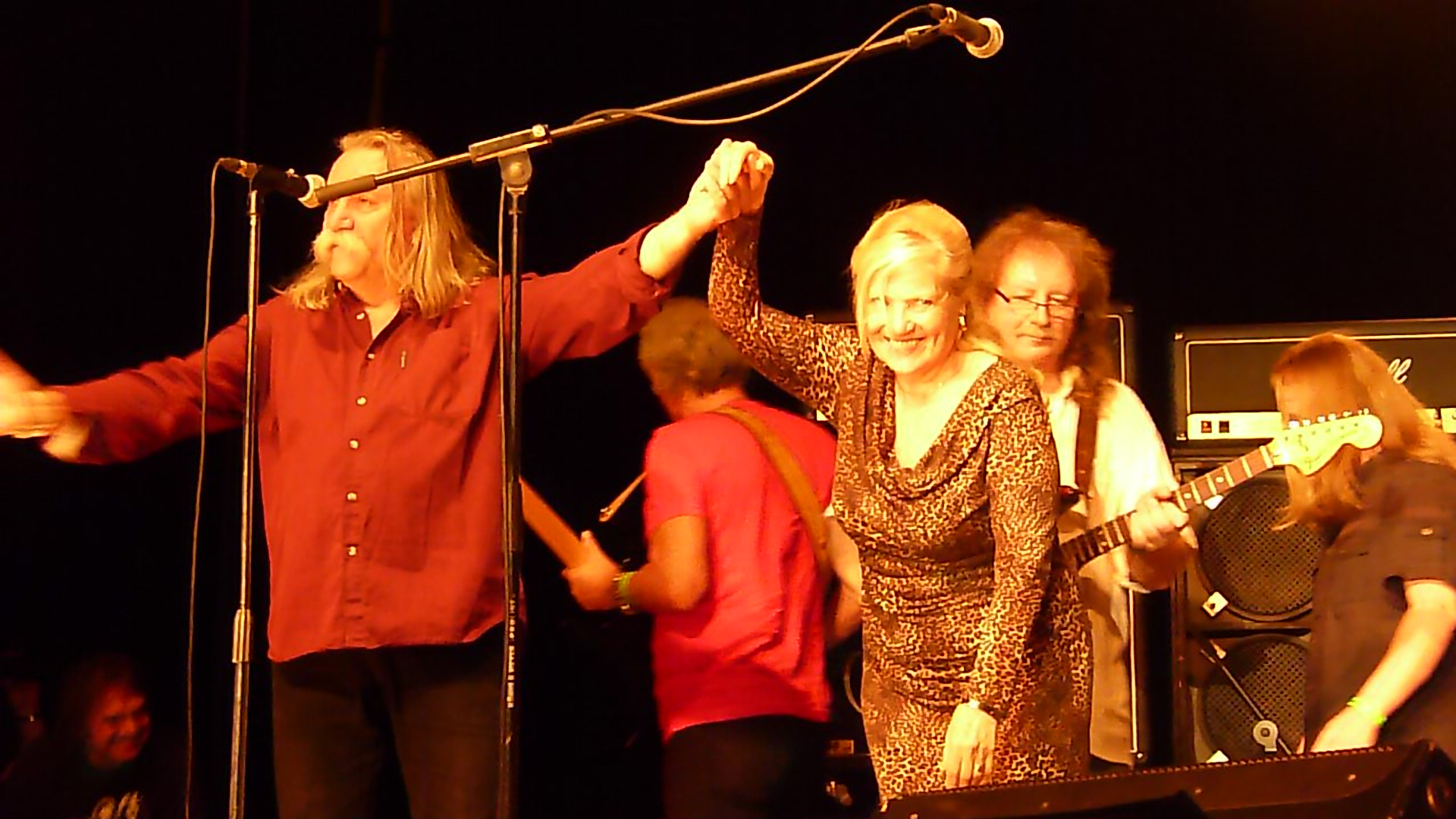
Anna Adamis w 2012 r.

Anna Adamis (ur. 30 sierpnia 1943 w Kolárovie (węg. Gúta) – węgierska autorka tekstów, poetka i wykonawczyni.

## Życiorys
Od 1961 do 1967 r. była członkiną zespołu teatralnego Egyetemi Színpad (Scena Uniwersytecka). W tym też czasie zdobyła doktorat na wydziale prawa. Była członkiem Szerzői Jogi Szakértői Testület (Autorskiego Kolegium Rzeczoznawców Prawnych). Publikuje od roku 1965. W 1992 otrzymała za teksty dla Locomotivu GT, a w 1995 za teksty dla Omegi nagrodę za całokształt działalności. Napisała dla nich najbardziej znane teksty. Przygotowywała płyty z wielu wykonawcami: Kati Kovács, Neoton Família, Sarolta Zalatnay, Éva Ruttkai, Iván Darvas, Ferenc Bács, Ildikó Keresztes, Kati Bontovics, Örs Szörényi i Miklós Varga. Pisanie tekstów po angielsku zaczęła już w czasie współpracy z Omegą. W 1977 r. otrzymała nagrodę amerykańskich tekściarzy, a 1981 napisała piosenkę pod tytułem „As if” dla Johnny’ego Mathisa. Była żoną perkusisty Omegi i Locomotiv GT Józsefa Lauxa.

## Twórczość
Karierę rozpoczęła od pisania tekstów dla Omegi (Gyöngyhajú lány, Ha én szél lehetnék, Tízezer lépés, Petróleumlámpa i szereg innych), a potem dla Locomotivu GT (Ezüst nyár, Kotta nélkül, Álomarcú lány, Ő még csak most 14, Ha a csend beszélni tudna itd.). W 1976 r. odeszła od Locomotivu i rozszerzyła swą działalność na pracę przy albumach innych wykonawców. Z jej nazwiskiem związane są również teksty do cieszących się dużą popularnością musicali „Képzelt riport egy amerikai popfesztiválról” (1973) (Wymyślony reportaż z amerykańskiego pop-festiwalu) i „Harmincéves vagyok” (1975) (Mam trzydzieści lat). W 1977 r. dostała nagrodę „Az ifjúság körében kifejtett kulturális tevékenységért díjat” (Za działalność kulturalną prowadzoną wśród młodzieży), następnie na festiwalu American Song nagrodę dla autora tekstów. W 1997 r. ukazała się składanka pod tytułem „Adamis Anna”. W 1979 r. ukazał się w wydawnictwie Corvina Kiadó tomik poezji „Versek és Képek” wydany wspólnie z Arnoldem Grossem. W książce Miklósa Ómolnára opowiadającej o członkach obsługi tras koncertowych pod tytułem „A rock napszámosai” (Rockowi wyrobnicy) jeden z byłych techników Locomotivu GT „Pék” powiedział, że gdy zespół dostał zaproszenie do USA, Anna Adamis podała się za członka obsługi i technika, i w ten sposób mogła wyjechać (zaproszenie opiewało na 4 muzyków i dwóch techników).

## Nagrody
- Barbarella-Festival (Palma de Mallorca) – Nagroda specjalna za piosenkę Gyöngyhajú lány (1970)
- World Popular Song Festival YAMAHA – Outstanding Song Award za „Pearls in her hair” (1970)
- Split International Summer Festival (Jugosławia) – Nagroda Festiwalu za piosenkę „Miért mentél el?” (1972)
- Nagroda tygodnika „Pop-Meccs” – Tekściarz roku (1976)
- Az ifjúság körében kifejtett kulturális tevékenységért díj (Za działalność kulturalną prowadzoną wśród młodzieży) (1977)
- American Song Festival Lyrics Competition, nagroda dla autorów tekstów (1977)
- LGT Életműlemez – Płyta za dorobek twórczy (1992)
- Omega Életműlemez – Płyta za dorobek twórczy (1995)
- Szakmai Éleműdíj – Nagroda za dorobek profesjonalny (1995)
- Artisjus Életműdíj – Nagroda stowarzyszenia Artisjus za dorobek życiowy (1995)
- Huszka Jenő Életműdíj – Nagroda im. Jenő Huszki za dorobek życiowy (1997)
- Krzyż oficerski Orderu Zasługi Republiki Węgierskiej (1997)
- Budapest Belváros-Lipótváros (V. dzielnica) – Tytuł honorowego obywatela i Krzyż zasługi (2011)
- Pro Urbe Díj – Nagroda miasta Kolárovo (2013)

## Dyskografia (wybór)

### Z Omegą
- Trombitás Frédi és a rettenetes emberek (1968)
- Omega Red Star from Hungary (1968)
- Tízezer lépés (1969)
- Ten Thousand Paces album niewydany (1970)
- Éjszakai országút (1970)
- Omega III album po angielsku (1974)
- Kisstadion ’80 (1980)
- Legendás kislemezek (1984)
- Az Omega összes kislemeze 1967–1971 (1992)

### Z Locomotivem GT
- Locomotiv GT (1971)
- Ringasd el magad (1972)
- Bummm! (1973)
- Locomotiv GT (1974), wersja angielska London 1973 (2001)
- All Aboard niewydany / zakazany (1975),
- Mindig magasabbra (1975)
- In Warsaw (1975)
- Locomotiv GT V. (1976)
- Locomotiv GT (1976), wersja angielska Motor City Rock (1978)
- Kisstadion ’80 (1980)
- '74 USA – New Yorktól Los Angelesig (1988)
- A Locomotiv GT összes kislemeze (1992)
- Búcsúkoncert (1992)[3]

### Książki
- Versek és Képek Anna Adamis – Arnold Gross, wspólny tomik poezji (Corvina Kiadó, 1979)

### Sztuki teatralne
- Képzelt riport egy amerikai popfesztiválról (1973, musical)[4]
- Az ifjú Werther szenvedései (1974, sztuka)
- Harmincéves vagyok (1975, musical)
- Szent István körút 14. (1998, musical)
- Black Advent (Atlanta, Georgia) (opera w dwóch aktach. Premiera: 21 stycznia 2000)

Muzyka: György Vukán
Libretto: Anna Adamis
Historia: Anna Adamis, Péter Bacsó

### Składanka
- Best of Adamis Anna I. Kék Asszony; II. Ringasd el magad (1997)

### Solowy album autorki
- Adamis Anna (1987)

### Album dla dzieci
- Tintás ujjak – 10 piosenek z muzyką Miklósa Csemiczkyego (1993)

### Album z muzyką z opery A Black Advent
- Black Advent (Atlanta, Georgia) (Creative Art Jazz Trio – wydawnictwo Vukán György) (2000)

### Albumy wykonawców solowych
- Kati Kovács
  - Kovács Kati és a Locomotiv GT (1974)
  - Közel a Naphoz (1976)
  - Rock and roller – składanka (1976)
  - Kati – kilka piosenek (1976, NRD)
  - Életem lemeze (Kati Kovács – Levente Szörényi – Anna Adamis) (1978)
- Sarolta Zalatnay
  - Zalatnay dalok Zalatnay (1971)
  - Álmodj velem (1972)
- Kati Bontovics
  - Ártatlan bűn (1979)
- Éva Ruttkai
  - Ruttkai (1982)
- Iván Darvas
  - Összegyűrt szavak LP (1983)
  - Összegyűrt szavak-Ruttkai közös CD (1995)
- Adamis Anna
  - Adamis Anna szerzői lemez (1987)
- Locomotív GT '74 USA (1988)
- Ferenc Bács
  - Tolvajlásaim (1991)
- Barta Tamás Emléklemez
  - In memoriam Barta Tamás 1948–1982 płyta wspomnieniowa (1992)
- Örs Szörényi
  - Percemberek (1996)
- Ildikó Keresztes
  - Nekem más kell (2001)
- Miklós Varga
  - Vad volt és szabad (2006)